# Мёбиус, Юстин
Юстин Мёбиус (нем. Justin Möbius; 21 апреля 1997 года, Берлин, Германия) — немецкий футболист, играющий на позиции полузащитника.

## Карьера
Юстин является уроженцем Берлина. Тренироваться начинал в берлинских командах, был в «Динамо», «Герте» и «Теннис-Боруссии». В 2011 году перебрался в академию «Вольфсбурга». В 2016 году подписал первый взрослый контракт с клубом. В сезоне 2016/2017 выступал за вторую команду, где провёл 22 встречи и забил 6 мячей. В конце 2016 года стал вызываться в основную команду «Вольфсбурга». 26 октября 2016 года дебютировал за неё в поединке Кубка Германии против «Хайденхайма», выйдя на замену на 30-й минуте вместо Бруно Энрике. 10 декабря 2016 года дебютировал в Бундеслиге, выйдя на замену на 61-й минуте вместо Борхи Майораля.
Провёл два матча за юношескую команду Германии до 15 лет.